# Spiegelijzer

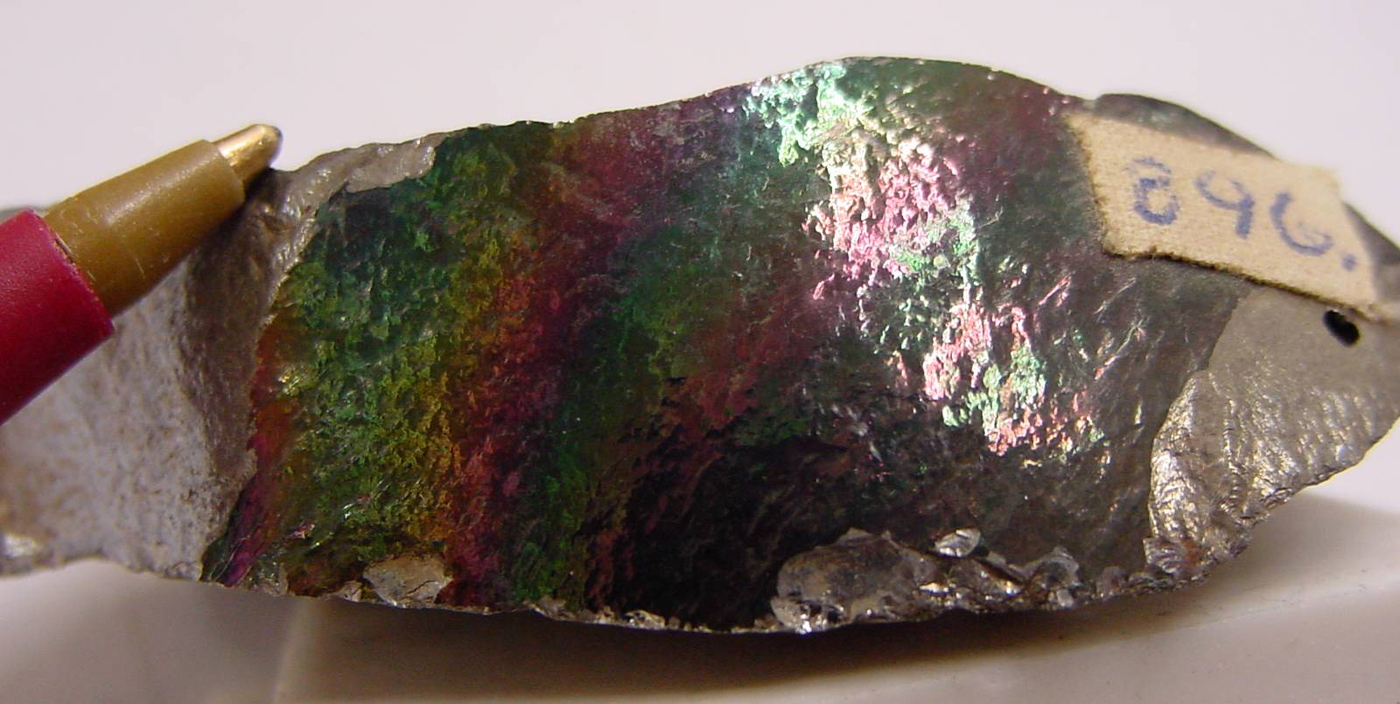
Spiegelijzer

Spiegelijzer is de naam van een ijzer-koolstof-mangaanlegering.
Spiegelijzer bevat 6 - 30% mangaan; een typische waarde is 15%. Het wordt gebruikt als gietijzer en als toevoeging in de laatste fase van de staalbereiding, om het mangaangehalte in het staal te verhogen en om de oxidatie te stoppen.